# William Hanna Shomali
Mons. William Hanna Shomali (* 15. května 1950, Bait Sahur) je palestinský katolický kněz, biskup, který je v současnosti pomocným biskupem v Latinském patriarchátu jeruzalémském.